# Hospital Universitari Nostra Senyora de Candelaria
L'Hospital Universitari Nostra Senyora de Candelaria és un hospital universitari ubicat a Tenerife, Espanya. Va ser inaugurat el 1966 i es troba a Santa Cruz de Tenerife. L'hospital atén els residents dels municipis del sud i est de Tenerife i també és un hospital de referència per a l'illa de La Gomera i El Hierro.
L'hospital té una àrea de 82,035 m², és el complex hospitalari més gran de Canàries. Es considera juntament amb la Hospital Universitari de les Canàries com un hospital de referència per a algunes especialitats a les Illes Canàries i també a Espanya.